# Chrysobothris tessellata
Chrysobothris tessellata es una especie de escarabajo del género Chrysobothris, familia Buprestidae. Fue descrita científicamente por Westcott in Westcott, et al. en 2008.